# Tower City (Dakota du Nord)
Pour les articles homonymes, voir Tower City.
La ville de Tower City est située dans les comtés de Barnes et Cass, dans l’État du Dakota du Nord, aux États-Unis. Sa population s’élevait à 253 habitants lors du recensement de 2010, estimée à 260 habitants en 2018.

## Histoire
Tower City a été fondée en 1879. Un bureau de poste a été ouvert la même année.

## Démographie
| Groupe            | Tower City | Dakota du Nord | États-Unis |
| ----------------- | ---------- | -------------- | ---------- |
| Blancs            | 97,6       | 90,0           | 72,4       |
| Amérindiens       | 1,6        | 5,4            | 0,9        |
| Métis             | 0,8        | 1,8            | 2,9        |
| Autres            | 0          | 2,8            | 23,8       |
| Total             | 100        | 100            | 100        |
|                   |            |                |            |
| Latino-Américains | 0          | 2,0            | 16,7       |

Selon l’American Community Survey, pour la période 2011-2015, 96,64 % de la population âgée de plus de 5 ans déclare parler l’anglais à la maison, 2,24 % déclare parler le polonais et 1,12 % une autre langue.
| 1880 | 1890 | 1900 | 1910 | 1920 | 1930 |
| ---- | ---- | ---- | ---- | ---- | ---- |
| 159  | 309  | 468  | 452  | 447  | 435  |

| 1940 | 1950 | 1960 | 1970 | 1980 | 1990 |
| ---- | ---- | ---- | ---- | ---- | ---- |
| 364  | 292  | 300  | 289  | 293  | 233  |

| 2000 | 2010 | - | - | - | - |
| ---- | ---- | - | - | - | - |
| 252  | 253  | - | - | - | - |